# Atracciones turísticas (serie filatélica)
Sehenswürdigkeiten (Atracciones turísticas en alemán) es el nombre de una serie filatélica emitida entre los años 1987 y 2004 por el Deutsche Post, la administración postal de Alemania, que estuvo dedicada a plasmar las principales atracciones turísticas alemanas. En total fueron puestos en circulación 64 sellos postales en 36 fechas de emisión diferentes. Todos los sellos de esta serie tienen las mismas dimensiones: 21,5 x 25,5 mm.

## Descripción
| Imagen | Fecha de emisión | Nombre del sello (descripción)                                                                     | Valor facial (en peniques de marco) |
| ------ | ---------------- | -------------------------------------------------------------------------------------------------- | ----------------------------------- |
|        | 06.11.1987       | 1) El Castillo de Celle en la localidad homónima                                                   | 30                                  |
|        | 06.11.1987       | 2) La Catedral de Friburgo en la ciudad homónima                                                   | 50                                  |
|        | 06.11.1987       | 3) La estatua Bavaria en Múnich                                                                    | 60                                  |
|        | 06.11.1987       | 4) El Zeche Zollern (mina subterránea de carbón) en Dortmund                                       | 80                                  |
|        | 14.01.1988       | 1) El Aeropuerto de Fráncfort del Meno                                                             | 10                                  |
|        | 14.01.1988       | 2) El Castillo de Hambacher en la localidad de Neustadt an der Weinstraße                          | 300                                 |
|        | 14.07.1988       | 1) El busto de Nefertiti, conservado en el Neues Museum de Berlín                                  | 70                                  |
|        | 14.07.1988       | 2) La Catedral de San Pedro en la ciudad de Schleswig                                              | 120                                 |
|        | 11.08.1988       | 1) La Chilehaus (casa de Chile) en Hamburgo                                                        | 40                                  |
|        | 11.08.1988       | 2) Un jarro de bronce hallado en el yacimiento arqueológico de Fürstinnengrab von Reinheim (Sarre) | 90                                  |
|        | 11.08.1988       | 3) La Estatua de Rolando en Bremen                                                                 | 280                                 |
|        | 12.01.1989       | 1) El busto de Nefertiti                                                                           | 20                                  |
|        | 12.01.1989       | 2) La Catedral de San Pedro en la ciudad de Schleswig                                              | 33                                  |
|        | 12.01.1989       | 3) La columna de Roland en Bremen                                                                  | 38                                  |
|        | 12.01.1989       | 4) El jarro de bronce hallado en el yacimiento arqueológico de Fürstinnengrab von Reinheim         | 140                                 |
|        | 09.02.1989       | 1) La capilla de la Piedad en Altötting                                                            | 100                                 |
|        | 09.02.1989       | 2) Vista del complejo megalítico Externsteine en el Bosque Teutónico (Renania del Norte-Westfalia) | 350                                 |
|        | 15.02.1990       | 1) El león de Braunschweig, una escultura símbolo de la ciudad homónima                            | 5                                   |
|        | 21.06.1990       | 1) El Palacio de Rastatt en la localidad homónima                                                  | 45                                  |
|        | 21.06.1990       | 2) Vista del acantilado rojo característico de la isla de Helgoland                                | 70                                  |
| —      | 04.06.1991       | 1) La Iglesia de Santa Isabel, iglesia ruso-ortodoxa en Wiesbaden                                  | 170                                 |
| —      | 10.10.1991       | 1) La Ópera Semper en Dresde                                                                       | 400                                 |
| —      | 13.08.1992       | 1) El Puerta Nueva en Neubrandenburg                                                               | 450                                 |
| —      | 15.04.1993       | 1) La Catedral de Magdeburgo en la ciudad homónima                                                 | 200                                 |
| —      | 17.06.1993       | 1) El Teatro Estatal de Cottbus                                                                    | 500                                 |
| —      | 12.08.1993       | 1) La Iglesia de Santa Isabel en Wiesbaden                                                         | 41                                  |
|        | 16.09.1993       | 1) El Teatro Alemán de Berlín                                                                      | 700                                 |
|        | 11.08.1994       | 1) El edificio del Ayuntamiento en Suhl                                                            | 550                                 |
|        | 10.08.1995       | 1) La Catedral de Espira en la ciudad homónima                                                     | 640                                 |
| —      | 13.06.1996       | 1) La Iglesia de San Miguel en Hamburgo                                                            | 690                                 |
|        | 17.07.1997       | 1) El monumento de Europa en Bérus (Sarre)                                                         | 47                                  |
|        | 08.08.1997       | 1) El monumento de Goethe y Schiller en Weimar                                                     | 100                                 |
|        | 14.08.1997       | 1) El Palacio de Bellevue en Berlín                                                                | 110                                 |
|        | 14.08.1997       | 2) El terraza de Brühl en Dresde                                                                   | 220                                 |
|        | 14.08.1997       | 3) El Ayuntamiento de Bremen en la ciudad homónima                                                 | 440                                 |
|        | 28.08.1997       | 1) La Puerta de Holsten en Lübeck                                                                  | 510                                 |
| —      | 10.09.1998       | 1) El logotipo de la Expo 2000 celebrada en Hanóver                                                | 110                                 |
|        | 28.09.2000       | 1) El Ayuntamiento de Wernigerode en la localidad homónima                                         | 10 (0,05)                           |
|        | 28.09.2000       | 2) El puente de Piedra en Ratisbona                                                                | 110 (0,56)                          |
|        | 28.09.2000       | 3) El Ayuntamiento de Grimma en la localidad homónima                                              | 300 (1,53)                          |
|        | 11.01.2001       | 1) El Castillo de Schwerin en la ciudad homónima                                                   | 100 (0,51)                          |
|        | 11.01.2001       | 2) La Catedral de San Nicolás en Greifswald                                                        | 220 (1,12)                          |
|        | 05.04.2001       | 1) El Bergpark Wilhelmshöhe en Kassel                                                              | 47 (0,24                            |
|        | 05.04.2001       | 2) La Iglesia de Reinoldi en Dortmund                                                              | 80 (0,41)                           |
|        | 02.07.2001       | 1) El Ayuntamiento de Hildesheim en la localidad homónima                                          | 720 (3,68)                          |
|        | 09.08.2001       | 1) La Catedral de Colonia en la ciudad homónima                                                    | 440 (2,25)                          |
|        | 05.09.2001       | 1) Detalle del artesonado del Palacio de Fugger en Kirchheim                                       | 50 (0,26)                           |
|        | 05.09.2001       | 2) El Castillo de Wartburg cerca de la localidad de Eisenach                                       | 400 (2,05)                          |
|        | 08.11.2001       | 1) La calle Böttcher en Bremen                                                                     | 20 (0,10)                           |
|        | 08.11.2001       | 2) El Castillo de Heidelberg en la ciudad homónima                                                 | 510 (2,61)                          |
| —      | 27.12.2002       | 1) El edificio de la Filarmónica de Berlín                                                         | 0,44                                |
| —      | 27.12.2002       | 2) El edificio Packhaus en el puerto de Tönning                                                    | 0,45                                |
|        | 27.12.2002       | 3) La Ópera Antigua en Fráncfort del Meno                                                          | 0,55                                |
| —      | 27.12.2002       | 4) La Porta Nigra en Tréveris                                                                      | 1,00                                |
| —      | 27.12.2002       | 5) El edificio de la Bauhaus en Dessau                                                             | 1,60                                |
|        | 16.01.2003       | 1) La casa de Beethoven en Bonn                                                                    | 1,44                                |
|        | 16.01.2003       | 2) El monumento de Fontane en Neuruppin                                                            | 2,20                                |
|        | 13.02.2003       | 1) La Nueva Galería Estatal en Stuttgart                                                           | 1,80                                |
|        | 13.02.2003       | 2) El Caballero de Bamberg, monumento en la ciudad homónima                                        | 2,00                                |
|        | 06.03.2003       | 1) Detalle del mascarón de proa del barco Seute Deern, perteneciente al Museo Naval de Bremerhaven | 2,60                                |
|        | 06.03.2003       | 2) Vista de las casas con gablete en Wismar                                                        | 4,10                                |
| —      | 08.01.2004       | 1) El Palacio de Arolsen en Bad Arolsen                                                            | 0,25                                |
|        | 08.01.2004       | 2) El monumento de Bach en Leipzig                                                                 | 0,40                                |
| —      | 05.02.2004       | 1) La Catedral de Erfurt en la ciudad homónima                                                     | 0,05                                |